# Andjelik Juraj Bedenik
Andjelik Juraj Bedenik OFMCap (* 3. April 1808 in Koprivnica, Königreich Kroatien und Slawonien; † 2. November 1866) war ein kroatischer Ordensgeistlicher und römisch-katholischer Apostolischer Vikar von Agra.

## Leben
Andjelik Juraj Bedenik trat in die Ordensgemeinschaft der Kapuziner ein.
Am 1. Juni 1861 wurde er zum Titularbischof von Leuce und zum Apostolischen Vikar von Agra ernannt. Die Bischofsweihe spendete ihm am 21. Juli desselben Jahres in der Kirche Santa Maria Immacolata a Via Veneto in Rom der Kurienkardinal Costantino Patrizi Naro; Mitkonsekratoren waren der Vizegerent von Rom, Erzbischof Antonio Ligi Bussi, und der Bischof von Parma, Felice Cantimorri.
Bischof Andjelik Juraj Bedenik blieb bis zu seinem Tod am 2. November 1866 als Apostolischer Vikar im Amt.